# NARS2
NARS2 (англ. Asparaginyl-tRNA synthetase 2, mitochondrial (putative)) – білок, який кодується однойменним геном, розташованим у людей на 11-й хромосомі. Довжина поліпептидного ланцюга білка становить 477 амінокислот, а молекулярна маса — 54 090.
| 10         |  | 20         |  | 30         |  | 40         |  | 50         |
| ---------- |  | ---------- |  | ---------- |  | ---------- |  | ---------- |
| MLGVRCLLRS |  | VRFCSSAPFP |  | KHKPSAKLSV |  | RDALGAQNAS |  | GERIKIQGWI |
| RSVRSQKEVL |  | FLHVNDGSSL |  | ESLQVVADSG |  | LDSRELNFGS |  | SVEVQGQLIK |
| SPSKRQNVEL |  | KAEKIKVIGN |  | CDAKDFPIKY |  | KERHPLEYLR |  | QYPHFRCRTN |
| VLGSILRIRS |  | EATAAIHSFF |  | KDSGFVHIHT |  | PIITSNDSEG |  | AGELFQLEPS |
| GKLKVPEENF |  | FNVPAFLTVS |  | GQLHLEVMSG |  | AFTQVFTFGP |  | TFRAENSQSR |
| RHLAEFYMIE |  | AEISFVDSLQ |  | DLMQVIEELF |  | KATTMMVLSK |  | CPEDVELCHK |
| FIAPGQKDRL |  | EHMLKNNFLI |  | ISYTEAVEIL |  | KQASQNFTFT |  | PEWGADLRTE |
| HEKYLVKHCG |  | NIPVFVINYP |  | LTLKPFYMRD |  | NEDGPQHTVA |  | AVDLLVPGVG |
| ELFGGGLREE |  | RYHFLEERLA |  | RSGLTEVYQW |  | YLDLRRFGSV |  | PHGGFGMGFE |
| RYLQCILGVD |  | NIKDVIPFPR |  | FPHSCLL    |  |            |  |            |

A: Аланін

C: Цистеїн

D: Аспарагінова кислота

E: Глутамінова кислота

F: Фенілаланін

G: Гліцин

H: Гістидин

I: Ізолейцин

K: Лізин

L: Лейцин

M: Метіонін

N: Аспарагін

P: Пролін

Q: Глутамін

R: Аргінін

S: Серин

T: Треонін

V: Валін

W: Триптофан

Кодований геном білок за функціями належить до лігаз, аміноацил-трнк-синтетаз. 
Задіяний у таких біологічних процесах, як біосинтез білків, ацетилювання, альтернативний сплайсинг. 
Білок має сайт для зв'язування з АТФ, нуклеотидами. 
Локалізований у мітохондрії.